# Thorit
Thoritul este un mineral de tip silicat (de thoriu) de culoare neagră cu formula chimică idealizată ThSiO4 (deseori conține și uraniu, (Th,U)SiO4) ce cristalizează în sistemul tetragonal. Prezintă dimorfism structural cu mineralul huttonit și izomorfism cu zirconul și hafnonul. Este cel mai comun mineral de thoriu și este aproape întotdeauna puternic radioactiv. Acesta a fost descoperit în 1828 pe insula Løvøya (Norvegia) de către vicarul mineralog Hans Morten Thrane Esmark, care a trimis primele specimene tatălui său Jens Esmark – profesor de mineralogie și geologie.